# Horvátországi forgalmi rendszámok

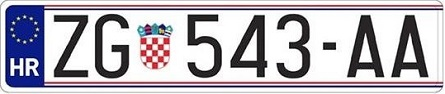
Jelenlegi horvát forgalmi rendszám

Horvátország 1991-ben szakadt el Jugoszláviától, majd az 1992-től használják a jugoszláv rendszámok helyett a saját horvát forgalmi rendszámot.
A horvát ábécé betűi szerepelhetnek a rendszámokon, kivéve a digráf kapcsolatokat: Dž, Lj és Nj betűket. Tehát 27 fajta betű előfordulása lehetséges.

## Történelmi rendszámok

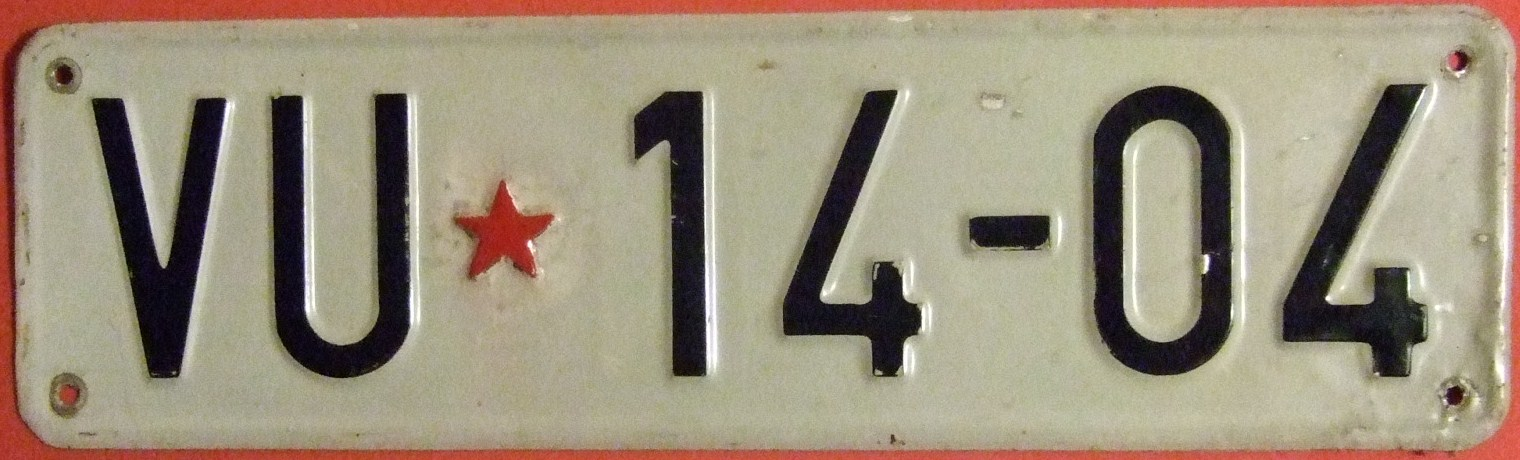
Régi jugoszláv rendszám
VU = Vukovar

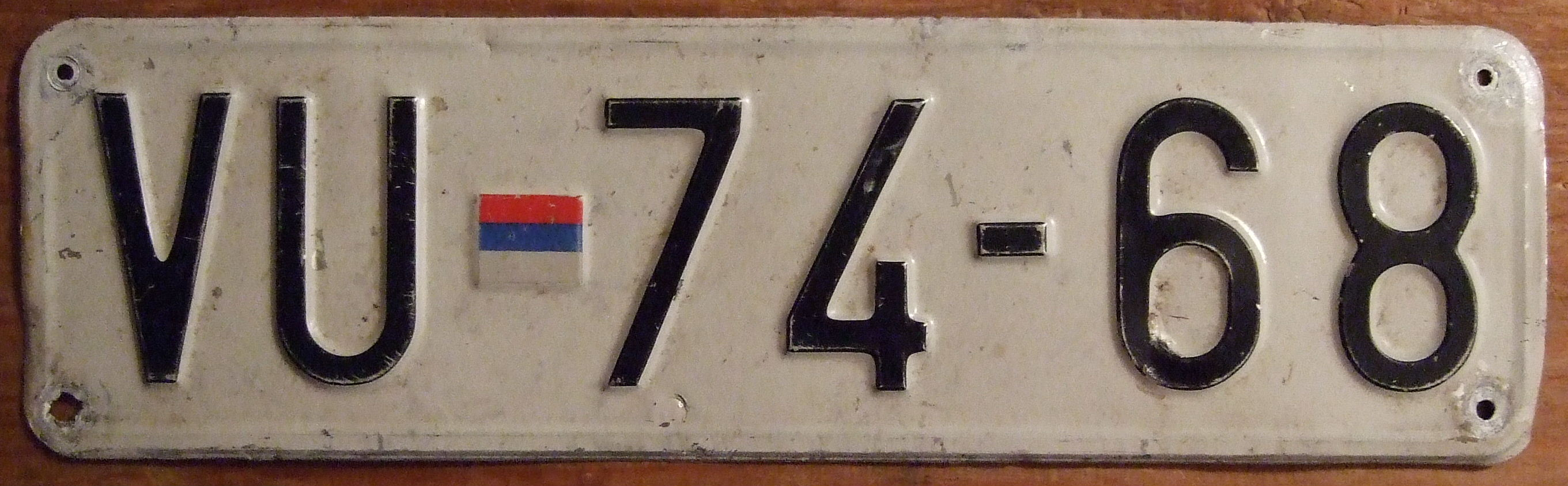
Krajinai szerb rendszám

### Jugoszláv rendszám
Horvátország jelenlegi formájában 1991-ben nyerte el függetlenségét Jugoszláviától. Addig az ott rendszeresített formátum futott az utakon. Általános formája fehér alapon fekete karakterekkel írt, két betű (területjelölő kód) - vörös csillag - két, vagy három számkód - kötőjel - két, vagy három számkód volt (pl.: ZG☆25-56, ZG☆256-987).
Horvátország területére eső volt jugoszláv területkódok: BM, BJ, ČK, DA, DE, DU, GS, KA, KC, KN, KT, KŽ, MA, NA, NG, OG, PU, RI, SB, SI, ST, ŠI, TK, VK, VU, VŽ, ZD, ZG.

### Krajinai rendszám
Krajinai Szerb Köztársaság a délszláv háború idején a Horvátország területén belül önmagát függetlennek kikiáltó, többségében szerbek lakta terület volt. Formátuma a jugoszláv rendszámokéhoz hasonló, két (vagy három) területjelölő betűkód), majd négy-, vagy ötjegyű számkombináció, (pl.: VU☆25-56, VU☆256-97). A vörös csillag helyére a szerb krajinai köztársaság zászlaja került. 1992 és 1998 között voltak érvényesek.
Krajinai területkódok: BM, GN, KE, KNN, MK, OK, VN, VU.

## Jelenlegi rendszámok

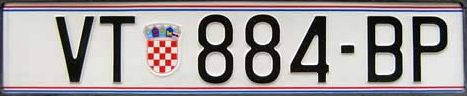
1992-es rendszám
VT = Verőce

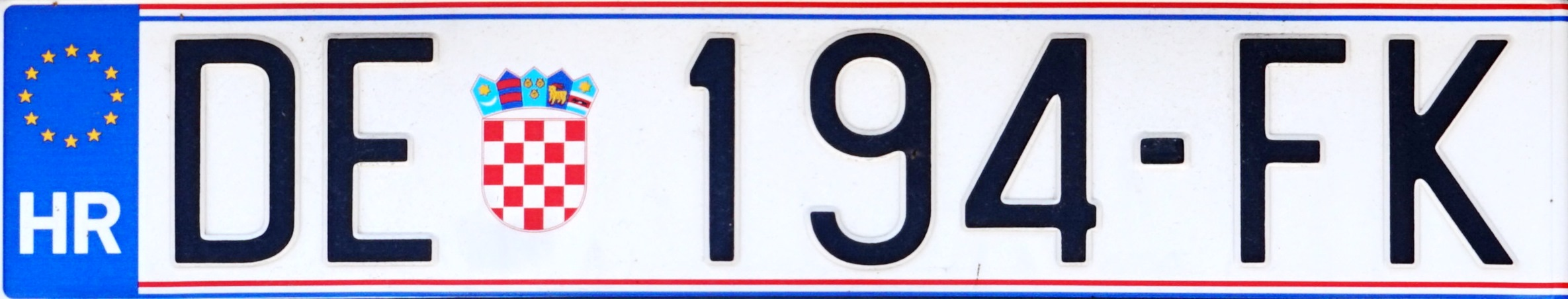
2016-os rendszám
DE = Delnice

### 1992-es sorozat
A rendszámok általános formája a következő: XX YYY-NN, amelyben XX a város (horvátul mjesto) kódja, YYY háromjegyű szám, NN pedig 2 betű, amelyeket ábécésorrendben osztottak ki. A város kódja és a háromjegyű szám közt szerepel még Horvátország címere is. A rendszámtáblát felső és alsó részén horvát nemzeti színű vonal szegélyezi. Méretei megfelelnek az európai szabványnak: az egysoros 520 mm * 120 mm; a kétsoros: 340 mm * 220 mm; motorkerékpár: 200 mm * 200 mm; moped: 100 mm * 150 mm.

### 2016-os sorozat
2016 augusztusa óta a rendszámok bal szélén szerepel kék alapon az Európai Unió 12 csillagos emblémája, alatta pedig a HR nemzetközi autójel található. Más paramétereiben a rendszám megegyezik az 1991-es eredetijével.

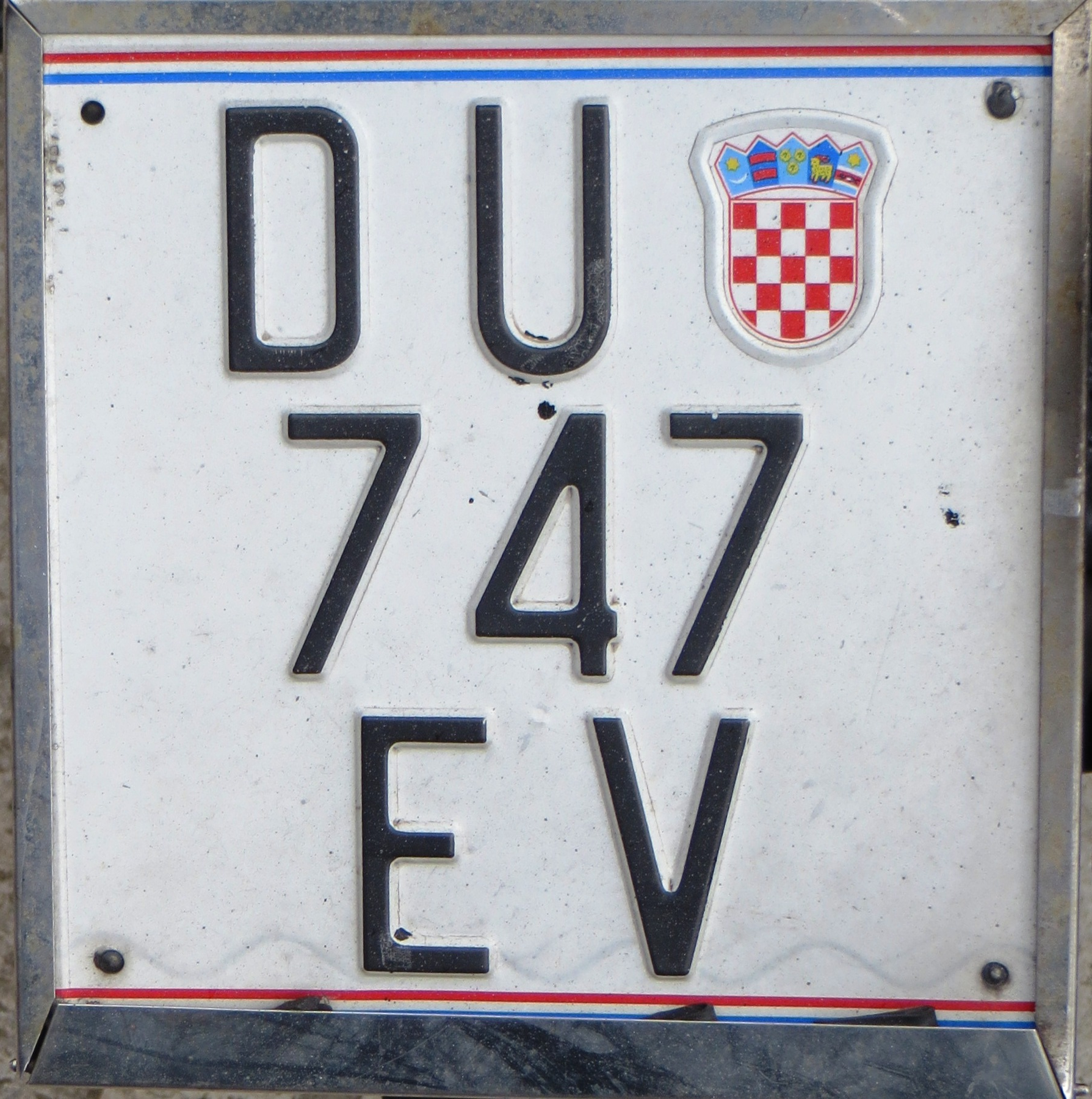
Motorrendszám
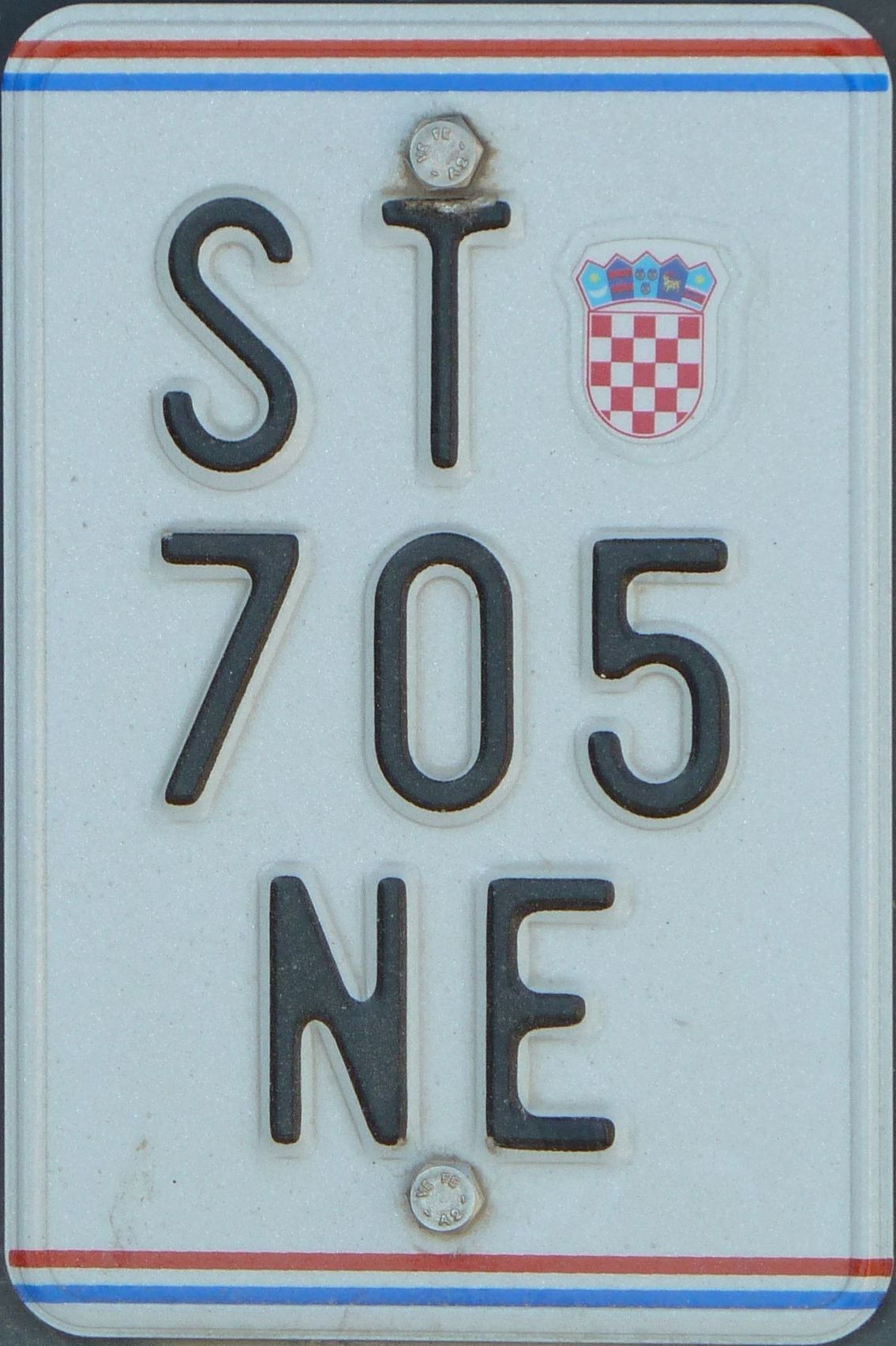
Mopedrendszám

#### Területi betűkódok
A normál horvát rendszámok első két karaktere egy területkód. Az egyes városok kódjai a következők.
| Kód | Központ       | Község(ek) |
| --- | ------------- | --- |
| BJ  | Belovár       | Belovár (Bjelovar) – Berek, Csázma, Gerzence, Hercegovac, Ivanska, Kapela, Nova Rača, Rojcsa, Severin, Šandrovac, Štefanje, Tapalóc, Nagypisznice, Velika Trnovitica, Veliko Trojstvo |
| BM  | Pélmonostor   | Pélmonostor (Beli Manastir) – Baranyabán, Baranyaszentistván, Bellye, Dárda, Darázs, Hercegszöllős, Kácsfalu, Laskafalu |
| ČK  | Csáktornya    | Csáktornya (Čakovec) – Muraszerdahely, Perlak |
| DA  | Daruvár       | Daruvár – Grobosinc, Lipik, Pakrác |
| DE  | Delnice       | Delnice – Čabar |
| DJ  | Diakovár      | Diakovár (Đakovo) |
| DU  | Dubrovnik     | Dubrovnik – Korčula, Metković, Opuzen, Ploče |
| GS  | Gospić        | Gospić – Novalja, Otocsán, Zengg |
| IM  | Imotski       | Imotski |
| KA  | Károlyváros   | Károlyváros (Karlovac) – Duga Resa, Ozaly, Szluin |
| KC  | Kapronca      | Kapronca (Koprivnica) – Szentgyörgyvár |
| KR  | Korpona       | Korpona (Krapina) – Donja Stubica, Klanjec, Oroslavje, Pregrada, Zabok, Zlatar |
| KT  | Kutenya       | Kutenya (Kutina)– Novszka |
| KŽ  | Kőrös         | Kőrös (Križevci) |
| MA  | Makarska      | Makarska – Vrgorac |
| NA  | Nekcse        | Nekcse (Našice) – Alsómiholjác |
| NG  | Nova Gradiška | Nova Gradiška |
| OG  | Ogulin        | Ogulin |
| OS  | Eszék         | Eszék (Osijek) – Belistye, Valpó |
| PU  | Póla          | Póla (Pula) – Buje, Buzet, Labin, Novigrad, Pazin, Poreč, Rovinj, Umag, Vodnjan |
| PŽ  | Pozsega       | Pozsega (Požega) – Pleterniceszentmiklós |
| RI  | Fiume         | Fiume (Rijeka) – Opatija, Bakar, Cres, Cirkvenica, Kastav, Kraljevica, Krk, Mali Lošinj, Novi Vinodolski, Rab, Vrbovsko |
| SB  | Bród          | Bród (Slavonski Brod) |
| SK  | Sziszek       | Sziszek (Sisak) – Glina, Hrvatska Kostajnica, Petrinya |
| SL  | Szalatnok     | Szalatnok (Slatina) – Raholca |
| ST  | Split         | Split – Hvar, Kaštela, Komiža, Omiš, Sinj, Salona, Stari Grad, Supetar, Trilj, Trogir, Vis, Vrlika |
| ŠI  | Šibenik       | Šibenik – Drniš, Knin, Skradin, Vodice |
| VK  | Vinkovce      | Vinkovce |
| VT  | Verőce        | Verőce (Virovitica) |
| VU  | Vukovár       | Vukovár (Vukovar) – Újlak |
| VŽ  | Varasd        | Varasd (Varaždin) – Ivanec, Lepoglava, Ludbreg, Novi Marof, Varasdfürdő |
| ZD  | Zára          | Zára (Zadar) – Benkovac, Biograd na Moru, Boróc, Nin, Pag |
| ZG  | Zágráb        | Zágráb (Zagreb) – Bedenica, Bistra, Brckovljani, Brdovec, Dubrava, Dubravica, Dugo Selo, Farkaševac, Gradec, Ivanić-Grad, Jakovlje, Jasztrebarszka, Klinča Sela, Kloštar Ivanić, Krašić, Kravarsko, Križ, Kulpatő, Luka, Marija Gorica, Nagygorica, Orle, Pisarovina, Preseka, Pušća, Rakovec, Rugvica, Stupnik, Szamobor, Szentivánzelina, Vrbovec, Zaprešić, Zsumberk |
| ŽU  | Županja       | Županja |

## Egyedi rendszámok
Manapság már úgynevezett „egyedi rendszámok” is kérhetőek. Két típusát különböztetik meg, melyből azt elsőben az alap forgalmi rendszámban a számokat (3 vagy 4 db) és betűket (2 db) az autó tulajdonosa határozza meg. (Például: 0000-AA)

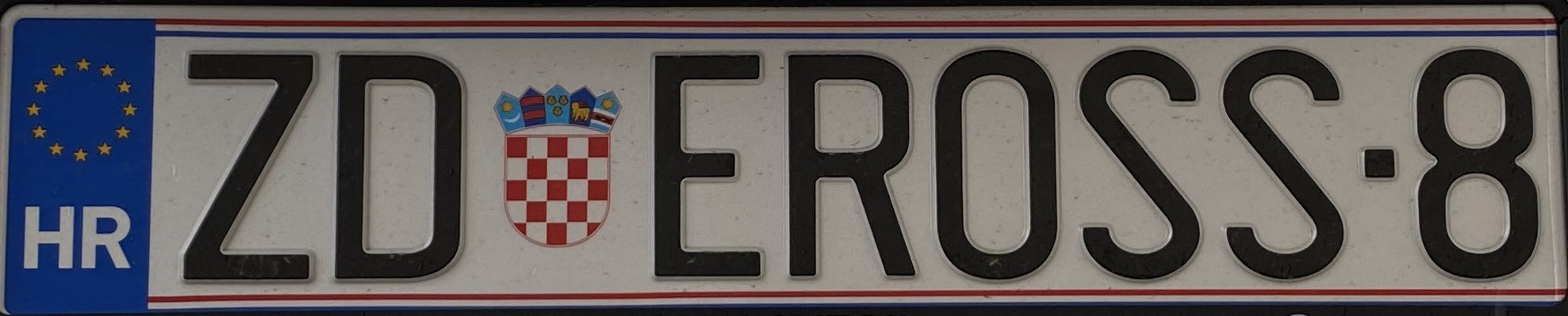
Egyedi rendszám

A másik lehetőség a teljesen egyedi rendszám, amelynek legalább 4, illetve legtöbb 7 betűből állhat vagy 4 betű 2 szám, illetve 5 betű 1 szám kombinációja lehet. Mindkét egyedi rendszám elég ritka Horvátországban, mivel 2000 horvát kunába (kb 270 euró) kerülnek és csak 5 évig érvényesek, és újabb 2000 kunáért lehet további 5 évre meghosszabbítani azokat.

## Speciális formátumok
A normál rendszámok mellett Horvátországban is található számos különleges, speciális rendeltetésű rendszám is, melyek a következők:

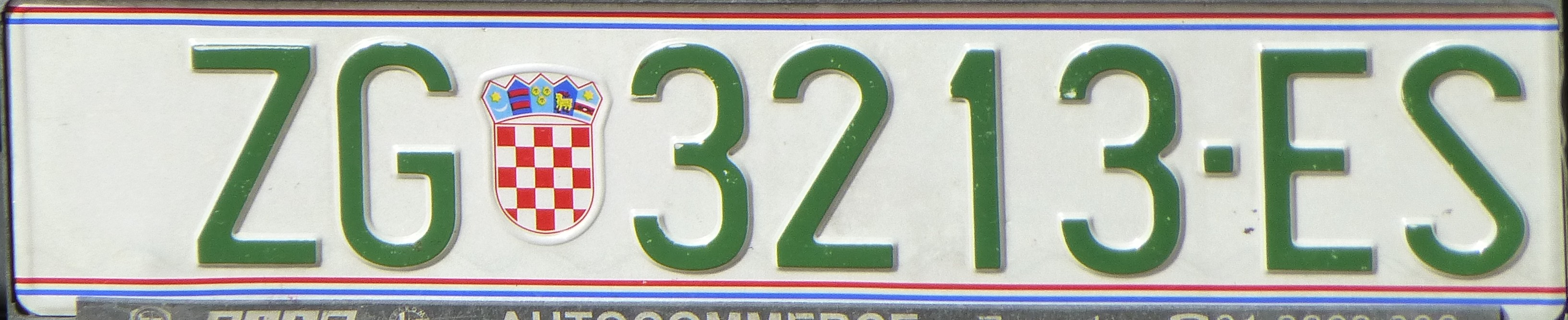
Külföldi állampolgár rendszáma

### Külföldi állampolgárok rendszámai
A jelenleg használt rendszámok lényegében megegyeznek a normál formátumúakkal, azzal a különbséggel, hogy a rendszámot zöld karakterekkel írják. A rendszámot Horvátországban élő nem EU állampolgárok autóira adják ki.

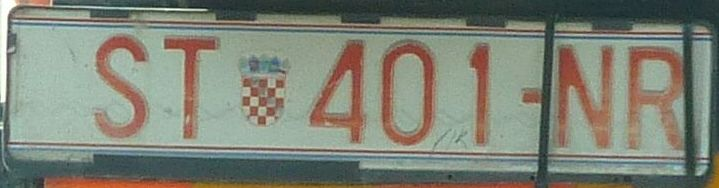
Nehéz gépjármű rendszám

### Nehéz gépjárművek rendszámai
Extrém túlsúlyos tehergépjárműveken és pótkocsikon használják.
A jelenleg használt rendszámok lényegében megegyeznek a normál formátumúakkal, azzal a különbséggel, hogy a rendszámot narancssárgás karakterekkel írják.

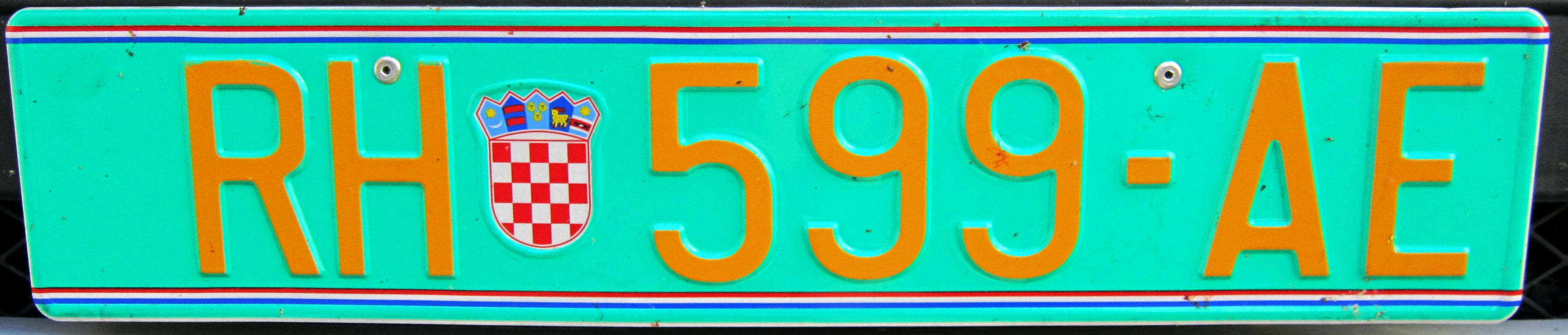
Export rendszám

### Export rendszámok
Akkor használják, ha a jármű véglegesen elhagyja az országot.
A jelenleg használt rendszámoknál használt karakterszíne sárga, a rendszámtábla alapszíne zöld színű.

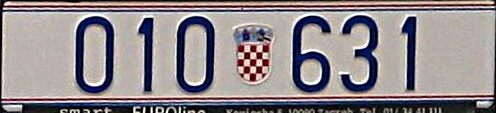
Rendőrségi rendszám

### Rendőrségi rendszámok
A jelenleg használt rendszámoknál a karakterek színe kék, három-három számkombináció között látható az ország címere.

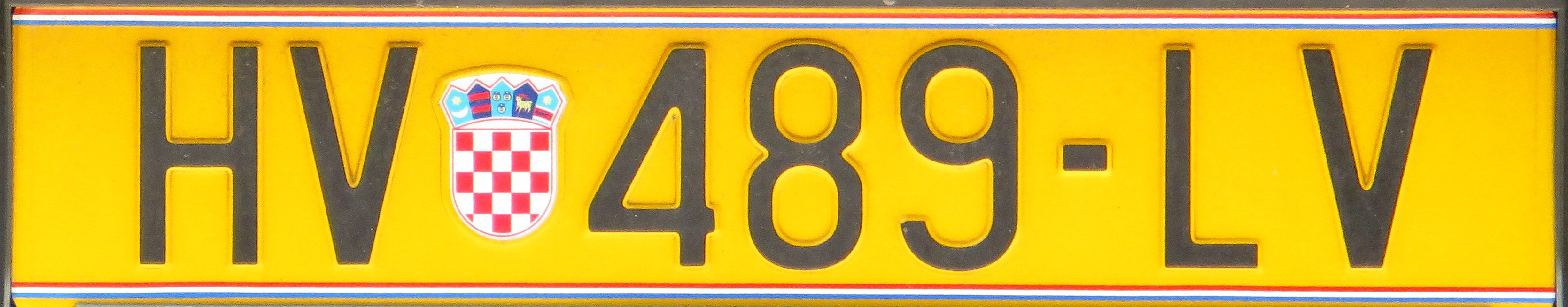
Katonai rendszám

### Katonai rendszámok
A jelenleg használt rendszámok lényegében megegyeznek a normál formátumúakkal, azzal a különbséggel, hogy a háttér színe sárga, fix HV betűket (Hrvatska vojska) használnak, ezután a címer látható.

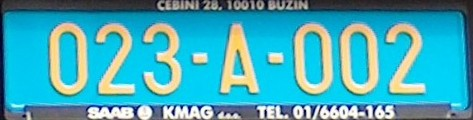
Diplomata rendszám
23 = Norvégia, (A = Ambassador)

### Diplomáciai rendszámok
A rendszám kék alapon sárga karakterekkel írt, formátuma: Egy számkód (kettő, vagy három karakter), ez a kombináció mutatja meg honnan származik az addott rendszám - egy fix diplomáciai kód - háromjegyű szám kombinációja. Méretei megegyeznek a normál rendszáméival.
A diplomáciai kód a következő lehet:
- A - Diplomáciai/Konzulátusi testület tagja (Ambassador)
- C - Konzulok használják (Consul)
- M - Az államigazgatásban dolgozók, akik nem rendelkeznek diplomáciai státusszal (Mission)
- CMD - Diplomáciai misszió vagy diplomáciai szervezet főnöke (Chef de Mission Diplomatique)
- CD - Diplomaták használják (Corps Diplomatique)
- CC - Corps Consulaire (Corps Consulaire)

Diplomáciai számkódok táblázata:
| Kód | Ország              | Kód | Ország          | Kód | Ország       |
| --- | ------------------- | --- | --------------- | --- | ------------ |
| 001 | Vatikán             | 033 | UNICEF          | 067 | Egyiptom     |
| 011 | Németország         | 034 | WHO             | 069 | Világbank    |
| 012 | Ausztria            | 035 | UNHCR           | 070 | Japán        |
| 013 | Olaszország         | 039 | Spanyolország   | 073 | Portugália   |
| 014 | Magyarország        | 040 | Málta           | 074 | Ausztrália   |
| 015 | Svédország          | 041 | Belgium         | 077 | RACVIAC      |
| 016 | Szlovénia           | 043 | Kanada          | 078 | Líbia        |
| 017 | Lengyelország       | 047 | Albánia         | 079 | Dánia        |
| 018 | Franciaország       | 048 | Hollandia       | 080 | Izrael       |
| 020 | Egyesült Királyság  | 049 | Szerbia         | 081 | FASRB        |
| 021 | Svájc               | 050 | Észak-Macedónia | 082 | Brazília     |
| 022 | Kína                | 051 | Malajzia        | 083 | ENSZ         |
| 023 | Norvégia            | 053 | Görögország     | 085 | Algéria      |
| 024 | USA                 | 054 | Ukrajna         | 086 | Kazahsztán   |
| 025 | Bulgária            | 055 | Chile           | 087 | Montenegró   |
| 026 | Irán                | 056 | IMF             | 088 | Azerbajdzsán |
| 027 | Oroszország         | 057 | India           | 089 | Indonézia    |
| 028 | Csehország          | 058 | UNDP            | 090 | Marokkó      |
| 029 | Szlovákia           | 059 | Európai Unió    | 091 | Katar        |
| 030 | Bosznia-Hercegovina | 063 | OSCE            |     |              |
| 031 | Törökország         | 064 | Dél-Korea       |     |              |
| 032 | Románia             | 066 | Finnország      |     |              |

## Fordítás
- Ez a szócikk részben vagy egészben  a   Popis registracijskih oznaka za cestovna vozila u Hrvatskoj című horvát Wikipédia-szócikk ezen változatának fordításán alapul.  Az eredeti cikk szerkesztőit annak laptörténete sorolja fel. Ez a jelzés csupán a megfogalmazás eredetét és a szerzői jogokat jelzi, nem szolgál a cikkben szereplő információk forrásmegjelöléseként.